# The Smuggler (film 1913 Vignola)
The Smuggler (o The Smugglers) è un cortometraggio muto del 1913 diretto da Robert G. Vignola. Prodotto dalla Kalem, aveva come interpreti Harry Millarde, Miriam Cooper, Irene Boyle.

## Produzione
Il film fu prodotto dalla Kalem Company.

## Distribuzione
Distribuito dalla General Film Company, il film - un cortometraggio di una bobina - uscì nelle sale cinematografiche degli Stati Uniti il 19 luglio 1913.